# Para la ternura siempre hay tiempo
Para la Ternura Siempre hay Tiempo es un álbum de estudio grabado por los cantantes españoles Ana Belén y Víctor Manuel. Contó con la producción de Geoff Westley. La canción más destacada del álbum es "La Puerta de Alcalá" que hasta la fecha es considerado como uno de los más grandes éxitos para ambos artistas. 

## Lista de Canciones
Ana Belén
Para La Ternura

| Lado 1 |                                                        |                                                     |          |  |
| N.º    | Título                                                 | Letras                                              | Duración |  |
| 1.     | «Barrio De La Cruz "Brejo Da Cruz"»                    | Chico Buarque • Víctor Manuel (cantante)            | 4:15     |  |
| 2.     | «No Seré Nunca Juguete Roto»                           | Víctor Manuel (cantante)                            | 3:23     |  |
| 3.     | «No Renuncies A Nada»                                  | Juan Cánovas                                        | 4:48     |  |
| 4.     | «Así Soy»                                              | Víctor Manuel (cantante)                            | 3:33     |  |
| 5.     | «La Historia De Lily Braun "A Historia De Lily Braun"» | Chico Buarque • Edu Lobo • Víctor Manuel (cantante) | 4:37     |  |

| Lado 2 |                                             |                                                                           |          |  |
| N.º    | Título                                      | Letras                                                                    | Duración |  |
| 1.     | «La Salida No Es Por Ahí "Why Not?"»        | Hilary Koski • Julie Eigenberg • Michel Camilo • Víctor Manuel (cantante) | 3:05     |  |
| 2.     | «Niña De Agua»                              | Víctor Manuel (cantante)                                                  | 5:16     |  |
| 3.     | «Crucemos»                                  | José María Cano                                                           | 6:02     |  |
| 4.     | «Rueda De Bailarina "Ciranda Da Bailarina"» | Chico Buarque • Edu Lobo • Víctor Manuel (cantante)                       | 3:45     |  |
| 5.     | «Ellos Se Aman = Ils S'aiment»              | Daniel DeShaime • Daniel Lavoie • Víctor Manuel (cantante)                | 4:19     |  |

Víctor Manuel
Siempre Hay Tiempo

| Lado 1 |                                    |                                                          |          |  |
| N.º    | Título                             | Letras                                                   | Duración |  |
| 1.     | «La Puerta de Alcalá»              | Bernardo Fuster • Francisco Villar Castejón • Luis Mendo | 4:46     |  |
| 2.     | «Nada Sabe Tan Dulce Como Su Boca» | Víctor Manuel (cantante)                                 | 4:38     |  |
| 3.     | «Boxea Con Tu Sombra»              | Víctor Manuel (cantante)                                 | 4:45     |  |
| 4.     | «Matador»                          | Víctor Manuel (cantante)                                 | 5:09     |  |
| 5.     | «Gira Carrusel»                    | Víctor Manuel                                            | 4:18     |  |

| Lado 2 |                                |                                                       |          |  |
| N.º    | Título                         | Letras                                                | Duración |  |
| 1.     | «Cruzar Los Brazos»            | Víctor Manuel (cantante)                              | 5:24     |  |
| 2.     | «Nacimiento De Cristo»         | Federico García Lorca • Víctor Manuel (cantante)      | 4:18     |  |
| 3.     | «Dos Pueden Ser La Eternidad»  | Víctor Manuel (cantante)                              | 5:29     |  |
| 4.     | «Bárbara»                      | Chico Buarque • Ruy Guerra • Víctor Manuel (cantante) | 2:58     |  |
| 5.     | «Por Los Pecados Que No Tengo» | Víctor Manuel (cantante)                              | 4:17     |  |